# Seniorpartner in School
| Seniorpartner in School e.V.  | Seniorpartner in School e.V. |
| ----------------------------- | ---------------------------- |
| Rechtsform:                   | eingetragener Verein         |
| Sitz des Bundesverbandes:     | Berlin                       |
| Gründung:                     | 2001                         |
| Vorstand des Bundesverbandes: | Matthias Kraemer (1. Vors.)  |
| Website:                      | www.seniorpartnerinschool.de |

Seniorpartner in School (SiS) ist ein 2001 gegründeter gemeinnütziger Verein, der sich die Erziehung und Bildung von Kindern und Jugendlichen zu gewaltfreiem Umgang miteinander durch Mediation zur Aufgabe gemacht hat. Ermöglicht wird dies durch das freiwillige Engagement der „Generation 55Plus“. Die ehrenamtlich engagierten Seniorpartner befinden sich in der so genannten 3. Lebensphase und sind auf regionaler Ebene in Landesverbänden und Stützpunkten organisiert. Als Dachverband mit aktuell 14 Landesverbänden dient der Bundesverband mit einer Geschäftsstelle in Berlin.

## Organisation und Ziele
Bundesweit sind derzeit rund 1.400 sogenannte Seniorpartner an 350 Schulen als Schulmediatoren aktiv. Der Bundesverband ist Mitglied in der BAGSO, dem BBE und ist Gründungsmitglied des Bundesverbandes innovativer Bildungsprogramme.
Ziel des Vereins ist, ein generationsübergreifendes friedliches Miteinander zu fördern. Die Mitglieder von SiS sind Menschen im oder kurz vor dem Ruhestand. Nach einer kostenfreien Ausbildung werden sie zur Mediation bei Konflikten an Schulen vermittelt. Darüber hinaus bietet der Verein Schülern Unterstützung durch Einzelgespräche und Bildungsbegleitung. Die zentrale Idee hinter dieser Arbeit ist ein generationsübergreifender Austausch in Problemsituationen, durch den auf Seiten der Schüler die Gewaltprävention und auf Seiten der sogenannten Seniorpartner das lebenslange Lernen gefördert werden.
Die Gründerin Christiane Richter erhielt für ihre Idee hinter Seniorpartner in School und deren Umsetzung 2006 das Bundesverdienstkreuz. Das Projekt erhielt bundesweit mehrere Auszeichnungen und Förderungen, darunter von Phineo (2011 und 2018), Startsocial (2012), Deutschland rundet auf (2014–2017 und 2019–2021).

## Entstehungsgeschichte und Standorte
Die Gründung des Vereins erfolgte im Jahr 2001 durch Christiane Richter – zunächst nur in Berlin. Von 2006 bis 2008 erhielt der Verein eine Förderung aus Bundesmitteln im Rahmen des Projektes Freiwilligendienst aller Generationen, die Landesverbände Baden-Württemberg, Brandenburg, Hessen, Niedersachsen, Nordrhein-Westfalen, Sachsen und Schleswig-Holstein wurden gegründet. 2009 kam es zu einer Anschubförderung über drei Jahre durch Generali-Zukunftsfonds sowie zur Gründung des Bundesverbandes in Berlin durch die sieben Gründungsverbände.
Zwischen 2009 und 2016 wurden weitere sieben Landesverbände gegründet und die Mitgliederzahl stieg auf 1250. Im Jahr 2017 beschloss der Landesverband Sachsen-Anhalt seine Auflösung. 2018 beschloss der Bundesverband, die Geschäftsstelle durch hauptamtliche Mitarbeit zu unterstützen und zog in Räume des Landesverbandes Berlin.